# Enduro World Series
Die Enduro World Series (oder EWS) ist eine internationale Mountainbike-Meisterschaft, die von EMBA Mitte 2012 ins Leben gerufen wurde. Die erste Staffel dieses Wettbewerbs fand 2013 statt.

## Format
Ein Enduro-Rennen ist als ultimativer Test für den Mountainbiker konzipiert, wobei der Schwerpunkt jeder Veranstaltung darauf ausgelegt ist, eine großartige Atmosphäre, Gemeinschaft, Wettkampf und Erlebnis für die Teilnehmer zu schaffen, einschließlich des besten Fahrerlebnisses auf dem besten Terrain in der Gastgeberregion.
Ein Enduro-Rennen beinhaltet sowohl „Uphill“(Bergauf)- als auch „Downhill“(Bergab)-Teile, wobei der Fokus jedoch ganz klar auf Downhill liegt. Der Uphill muss in der Regel mit Muskelkraft, d. h. Treten, in einem angesetzten Zeitfenster ohne Zeitmessung bewerkstelligt werden. Der Downhill-Teil („Stage“) wird dann gestoppt. Die Ergebnisse mehrerer „Stages“ werden addiert. Der Fahrer mit der geringsten Gesamtzeit ist der Sieger.
Da der Uphill Teil des Rennens ist, sind Enduro-Räder meist deutlich leichter als klassische Downhill-Fahrräder. Bei den gefahrenen Strecken handelt es sich meistens um naturbelassene Wege (Trails), Sprünge oder sonstige künstliche Hindernisse sind selten vorhanden.

## Geschichte
Die Meisterschaft wurde unter dem Einfluss von Chris Ball ins Leben gerufen und bringt mehrere bestehende Rennen zusammen:
- Crankworx (Multi-Wettkampf und Multi-Site-Event mit dem Schwerpunkt Mountainbike)
- Enduro Serie (Frankreich)
- SuperEnduro (Italien)

Das Management der Enduro Mountainbike Association setzt sich somit aus den verschiedenen Mitgliedern dieser ehemaligen Rennstrecken zusammen:
- Chris Ball – ehemaliger technischer Delegierter der UCI,
- Fred Glo – Gründer der Enduro Serie,
- Enrico Guala – Gründer der SuperEnduro,
- Darren Kinnaird – Direktor von Crankworx

## Rekordsieger – Gesamtweltcup

### Männer (Stand: Oktober 2017)
| N° | Rider           | Nationalität       | Siege | 2. Platz | 3. Platz |
| -- | --------------- | ------------------ | ----- | -------- | -------- |
| 1  | Richie Rude     | Vereinigte Staaten | 2     | -        | -        |
| 2  | Jared Graves    | Australien         | 1     | 1        | -        |
| 3  | Jérôme Clementz | Frankreich         | 1     | -        | 2        |
| 4  | Sam Hill        | Australien         | 1     | -        | -        |
| 5  | Damien Oton     | Frankreich         | -     | 2        | -        |
| 6  | Fabien Barel    | Frankreich         | -     | 1        | 1        |
| 7  | Adrien Dailly   | Frankreich         | -     | 1        | -        |
| 8  | Justin Leov     | Neuseeland         | -     | -        | 1        |
| 8  | Greg Gallaghan  | Irland             | -     | -        | 1        |

### Frauen (Stand: Oktober 2017)
| N° | Rider                  | Nationalität | Siege | 2. Platz | 3. Platz |
| -- | ---------------------- | ------------ | ----- | -------- | -------- |
| 1  | Tracy Moseley          | England      | 3     | -        | -        |
| 2  | Cécile Ravanel         | Frankreich   | 2     | 2        | 1        |
| 3  | Isabeau Coururier      | Frankreich   | -     | 2        | -        |
| 4  | Anne-Caroline Chausson | Frankreich   | -     | 1        | 1        |
| 5  | Anneke Beerten         | Niederlande  | -     | -        | 1        |
| 5  | Anita Gehrig           | Schweiz      | -     | -        | 1        |
| 5  | Katy Winton            | England      | -     | -        | 1        |

## Saison 2013

### Gesamtweltcup – Männer
| N° | Rider           | Nationalität |
| -- | --------------- | ------------ |
| 1  | Jérôme Clementz | Frankreich   |
| 2  | Jared Graves    | Australien   |
| 3  | Fabien Barel    | Frankreich   |

### Gesamtweltcup – Frauen
| N° | Rider                  | Nationalität           |
| -- | ---------------------- | ---------------------- |
| 1  | Tracy Moseley          | Vereinigtes Königreich |
| 2  | Cécile Ravanel         | Frankreich             |
| 3  | Anne-Caroline Chausson | Frankreich             |

## Saison 2014

### Gesamtweltcup – Männer
| N° | Rider        | Nationalität |
| -- | ------------ | ------------ |
| 1  | Jared Graves | Australien   |
| 2  | Damien Oton  | Frankreich   |
| 3  | Justin Leov  | Neuseeland   |

### Gesamtweltcup – Frauen
| N° | Rider                  | Nationalität           |
| -- | ---------------------- | ---------------------- |
| 1  | Tracy Moseley          | Vereinigtes Königreich |
| 2  | Anne-Caroline Chausson | Frankreich             |
| 3  | Cécile Ravanel         | Frankreich             |

## Saison 2015

### Gesamtweltcup – Männer
| N° | Rider           | Nationalität       |
| -- | --------------- | ------------------ |
| 1  | Richie Rude     | Vereinigte Staaten |
| 2  | Fabien Barel    | Frankreich         |
| 3  | Jérôme Clementz | Frankreich         |

### Gesamtweltcup – Frauen
| N° | Rider          | Nationalität           |
| -- | -------------- | ---------------------- |
| 1  | Tracy Moseley  | Vereinigtes Königreich |
| 2  | Cécile Ravanel | Frankreich             |
| 3  | Anneke Beerten | Niederlande            |

## Saison 2016

### Gesamtweltcup – Männer
| N° | Rider           | Nationalité        |
| -- | --------------- | ------------------ |
| 1  | Richie Rude     | Vereinigte Staaten |
| 2  | Damien Oton     | Frankreich         |
| 3  | Jérôme Clementz | Frankreich         |

### Gesamtweltcup – Frauen
| N° | Rider             | Nationalité |
| -- | ----------------- | ----------- |
| 1  | Cécile Ravanel    | Frankreich  |
| 2  | Isabeau Coururier | Frankreich  |
| 3  | Anita Gehrig      | Schweiz     |

## Saison 2017

### Gesamtweltcup – Männer
| N° | Rider          | Nationalité |
| -- | -------------- | ----------- |
| 1  | Sam Hill       | Australien  |
| 2  | Adrien Dailly  | Frankreich  |
| 3  | Greg Gallaghan | Irland      |

### Gesamtweltcup – Frauen
| N° | Rider              | Nationalité            |
| -- | ------------------ | ---------------------- |
| 1  | Cécile Ravanel     | Frankreich             |
| 2  | Isabeau Courdurier | Frankreich             |
| 3  | Katy Winton        | Vereinigtes Königreich |

## Saison 2018

### Rennkalender der Saison 2018
| N° | Date                | Ort                 | Land                  | Wettkampf | Gewinner Männer | Gewinner Frauen |
| -- | ------------------- | ------------------- | --------------------- | --------- | --------------- | --------------- |
| 1  | 24. – 25. März      | Lo Barnechea        | Chile                 |           | -               |                 |
| 2  | 31. März – 1. April | Manizales           | Kolumbien             |           | -               | -               |
| 3  | 12. – 13. Mai       | Montagnes du Caroux | Frankreich            |           | -               | -               |
| 4  | 30. Juni – 1. Juli  | Petzen - Jamnica    | Österreich/ Slowenien |           | -               | -               |
| 5  | 21. – 22. Juli      | La Thuile           | Frankreich            |           | -               | -               |
| 6  | 12. August          | Whistler            | Kanada                |           | -               | -               |
| 7  | 22. – 23. September | Ainsa - Sobrarbe    | Spanien               |           | -               | -               |
| 8  | 29. – 30. September | Finale Ligure       | Italien               |           | -               | -               |